# Kistines
« Kistes » redirige ici. Pour les articles homophones, voir Kist et Kyste.
Les Kistines ou Kistes sont une minorité ethnique géorgienne estimée à environ 12 000 personnes, localisée dans la vallée de Pankissi.
Les Kistines pratiquent un islam sunnite d'obédience soufie, notamment celui de la Qadiriyya (introduite par un certain Kunta Hadji au XIXe siècle) et de la Naqshbandiyya (introduite dans les villages kistines par un mystique azéri du nom de Isa Efendi en 1909).
Ce groupe a migré de Tchétchénie au XIXe siècle (1830 - 1880) et s'est installé dans la vallée de Pankissi, alors inhabitée. Des Ossètes et des Géorgiens les ont ensuite rejoints, ces trois groupes formant des communautés séparées. À partir de 1980 et dans le contexte de la perestroïka, environ 5 000 Kistines ont vendu tous leurs biens et leurs maisons, et se sont expatriés en Tchétchénie pour y travailler, notamment dans le bâtiment, alors que les conditions économiques dans le nord de la Géorgie étaient difficiles. En 1999, au début de la seconde guerre de Tchétchénie, ils sont massivement revenus dans la vallée du Pankissi, nombre d'entre eux étant répertoriés comme réfugiés par le HCR. La plupart de ces Kistines exilés revenus dans leur pays d'origine avec un statut de réfugié ont finalement migré à l'étranger.  
Selon le recensement géorgien de 2002, ils sont localisés en :
| Lieu               | Nombre | Pourcentage |
| ------------------ | ------ | ----------- |
| Total              | 7 110  | 100 %       |
| Tbilissi           | 73     | 1,02 %      |
| Adjarie            | 8      | 0,11 %      |
| Gourie             | 2      | 0,03 %      |
| Kakhétie           | 6 997  | 98,41 %     |
| Mtskheta-Mtianeti  | 5      | 0,07 %      |
| Basse Kartlie      | 22     | 0,31 %      |
| Kartlie intérieure | 3      | 0,04 %      |

### Sources
- [PDF](en) George Sanikidze, « Islamic Resurgence in the Modern Caucasian Region: "Global" and "Local" Islam in the Pankisi Gorge », in Tomohiko Uyama (dir.), Empire, Islam, and Politics in Central Eurasia, 2007, no 14, p. 263-280